# Samuel Riker
Samuel Riker (* 8. Februar 1743 in Newtown, Provinz New York; † 19. Mai 1823 ebenda) war ein US-amerikanischer Politiker und Offizier in der Kontinentalarmee. Zwischen 1804 und 1805 sowie zwischen 1807 und 1809 vertrat er den Bundesstaat New York im US-Repräsentantenhaus.

## Werdegang
Samuel Riker wuchs während der britischen Kolonialzeit auf und besuchte in dieser Zeit Gemeinschaftsschulen. Überdies ist nichts weiteres aus seiner Jugend bekannt. Riker arbeitete aktiv in der revolutionären Bewegung mit. Er saß 1774 im Committee of Correspondence von Newtown und diente während des Unabhängigkeitskrieges als Lieutenant in der leichten Kavallerie (Light Horse). Im letzten Kriegsjahr war er als Supervisor von Suffolk County tätig und im darauf folgenden Jahr als Abgeordneter in der New York State Assembly.
Als Gegner einer zu starken Zentralregierung schloss er sich der von Thomas Jefferson gegründeten Demokratisch-Republikanischen Partei an. Im November 1804 wurde er im ersten Wahlbezirk von New York in das US-Repräsentantenhaus in Washington, D.C. gewählt, um dort die Vakanz zu füllen, die durch den Rücktritt von John Smith entstand. Seine Amtszeit endete am 3. März 1805. Bei den Kongresswahlen des Jahres 1806 wurde Riker dann im ersten Wahlbezirk von New York in das US-Repräsentantenhaus wiedergewählt, wo er am 4. März 1807 die Nachfolge von Eliphalet Wickes antrat. Da er im Jahr 1808 auf eine erneute Kandidatur verzichtete, schied er nach dem 3. März 1809 aus dem Kongress aus und zog sich von der politischen Bühne zurück.